# Queen Califia's Magical Circle
Queen Califia's Magical Circle est un parc de sculptures situé à Escondido. C'est l'une des dernières réalisations de Niki de Saint Phalle. Le jardin porte le nom de Califia, une guerrière amazone, associée à la mythique île de Californie, qui fait partie de l'histoire et de la culture de la région. Il est composé d'un mur circulaire d'un labyrinthe construit, et de dix grandes sculptures entourées d'arbres et d'une luxuriante végétation.
Ce jardin occupe une surface de 12 acres du Parc de Kit Carson à Escondido dans le Iris Sankey Arboretum, ouvert au public le 26 octobre 2003. C'est un des plus importants projets monumentaux de l'artiste, c'est aussi le dernier avant sa mort
Le parc de sculptures est momentanément fermé au public pendant les travaux de réhabilitation qui peuvent durer jusqu'à la fin 2014 et peut-être au-delà

## Les matériaux de construction
Le mur circulaire est recouvert, en grande partie, par des galets mexicains ; les serpents et les autres sculptures sont « habillés » de tesselles de mosaïques, et de céramique. Certaines parties du mur sont décorées de plaques de céramique où sont gravés des motifs issus de l'art rupestre des indiens d'Amérique, de symboles divers ainsi que des empreintes des mains et des signatures de Niki de Saint Phalle et des membres de sa « famille » artistique. Le Reine Califia est elle-même recouverte de miroirs découpés et de morceaux de verre, et sa fontaine de verre doré à la feuille est contrôlée par une pompe solaire.
Le mur, le labyrinthe, et les sculptures emploient tous du polystyrène encastré dans du polyuréthane avec de la fibre de verre appliquée sur une armature. Le design des sculptures est issu des maquettes originales réalisées par l'artiste avec un ordinateur pour juger des volumes et construire des prototypes. Niki de Saint Phalle a commencé à travailler à la Queen Califia en 2000. Après sa mort, son travail a été supervisé par sa petite fille Bloum Cardenas, et par ses assistants. Ce parc de sculpture compte parmi les derniers travaux les plus importants de l'artiste.

## Détail des sculptures
Le périmètre du jardin est déterminé par un serpent qui ondule et qui mesure environ 120 mètres pour une hauteur d'environ un à deux mètres, d'autres serpents très colorés sont disposés le long du mur. L'entrée s'ouvre sur le labyrinthe dont les murs sont couverts de mosaïques blanches et noires. Passé le labyrinthe, le visiteur entre dans la cour où dix sculptures primitives se dressent.
Le jardin de Califia contient environ dix sculptures indépendantes (la reine Califia, la fontaine et huit totems) d'une inspiration où se combinent les arts amérindiens, précolombiens et mexicains.

## La reine Califia, sa fontaine et son trône
Au centre du jardin trône la reine Califia. Le personnage mesure environ trois mètres cinquante, elle est recouverte d'une armure de verre doré, elle chevauche un aigle d'environ quatre mètres, et elle porte un oiseau dans sa main droite, qu'elle élève au-dessus de sa tête. Il faut passer entre les pattes de l'aigle pour arriver au temple en forme de dôme décoré de symboles célestes et de plaques issues d'un autre parc de sculptures réalisé par Niki de Saint Phalle en Italie : le Jardin des Tarots. Au milieu de la place se dresse la fontaine en forme d'un œuf doré qui symbolise le pouvoir de Califia sur la mer et le cycle naissance-mort thème récurrent dans le travail de l'artiste.

## Les totems
Califia est entourée de huit totems hauts de 3 à 7 mètres. Ces grandes sculptures sont recouvertes de symboles, d'animaux et de créatures issues des mythologies de diverses populations primitives. L'aigle est particulièrement remarquable. Il est le symbole principal des cultures indigènes d'Amérique du nord ainsi que du Mexique. Il figure dans de nombreuses légendes antiques et il apparaît fréquemment dans les créations de Niki de Saint Phalle.

## Représentations photographiques
- La reine Califia sur Flick
- Totem sur Flick
- le mur, le serpent, sur Flick